# Emser Salz

Das Logo des Emser Salzes

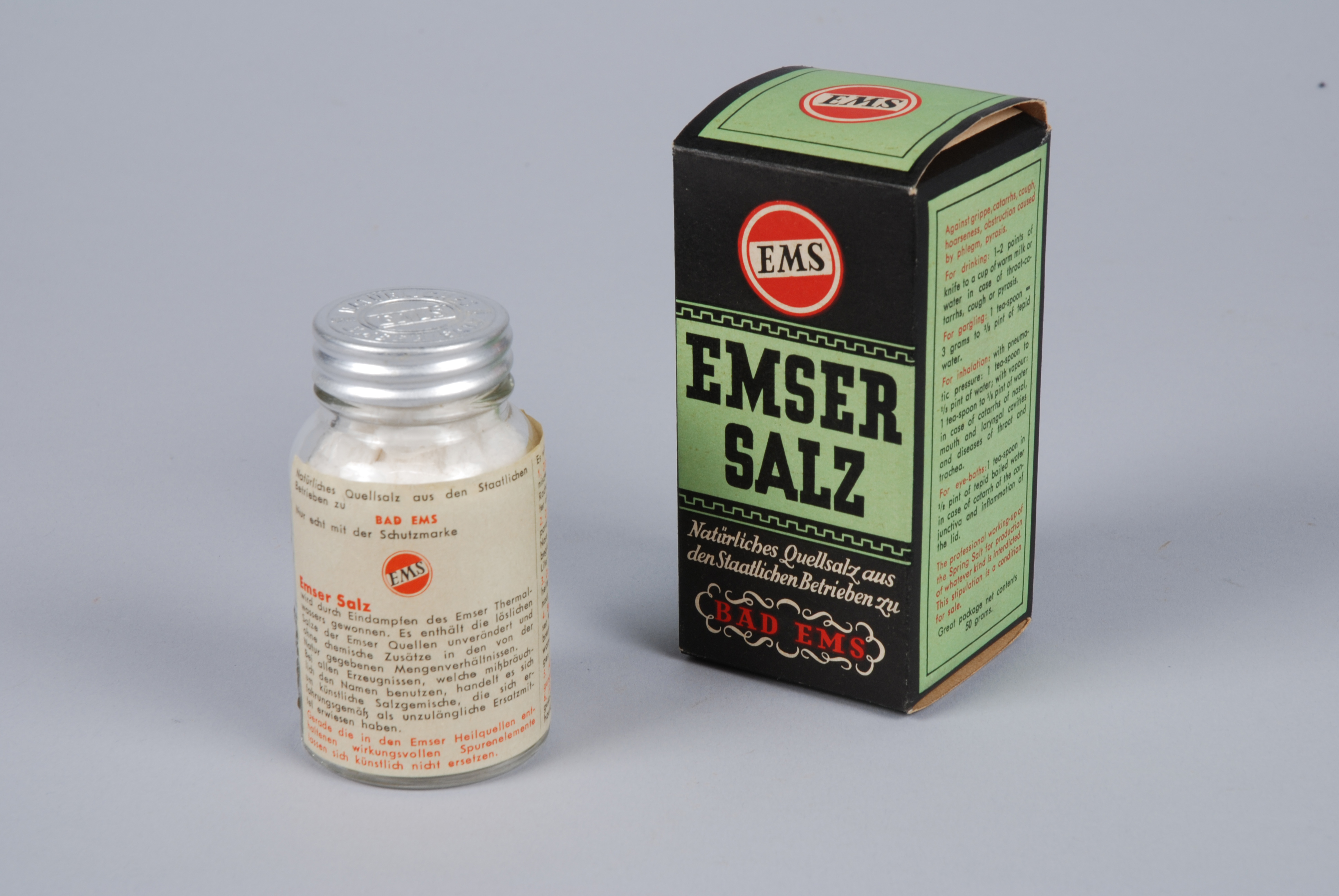
Emser Salz (ca. 1945–1960)

Emser Salz ist seit 1925 die Marke für das Salz, das aus der heißen Mineralquelle im Kurort Bad Ems gewonnen wird. Emser Salz wird bei Erkrankungen der oberen Atemwege verwendet. Hauptbestandteile sind Natrium-, Chlorid- und Hydrogencarbonat-Ionen. Hersteller ist die SIEMENS & Co. Heilwasser und Quellenprodukte des Staatsbades Bad Ems GmbH & Co. KG.

## Herstellung und Bestandteile
Aus 350 ml Thermalwasser wird durch Verdampfen ein Gramm Emser Salz gewonnen. Das Salz enthält mehr als 30 verschiedene Mineralien und Spurenelemente. Eine Besonderheit von Emser Salz ist der besonders hohe Anteil an Hydrogencarbonat-Ionen. Andere Hauptbestandteile sind Natrium- und Chlorid-Ionen. 

## Zubereitungen und Anwendung

### Als Salz
Die Anwendung erfolgt durch Inhalation des salzhaltigen Wassers nach Zerstäubung durch ein Inhalationsgerät bzw. durch Nasenspülungen mit dem aufgelösten Salz.

### Andere Produkte
Emser Pastillen werden aus Emser Salz hergestellt. Die Emser Pastillen werden einerseits bei leichten, erkältungsbedingten Halsschmerzen eingesetzt, andererseits aber auch von Rednern, Marktschreiern und Sängern genommen. Durch das Lutschen der Pastillen wird die Rachenschleimhaut befeuchtet und beruhigt. Das Produkt ist seit 1925 als Warenzeichen geschützt.

Die Zubereitung als Emser Kränchen Tafelwasser wurde auch als Quellenprodukt des Staatsbades Bad Ems angeboten. 

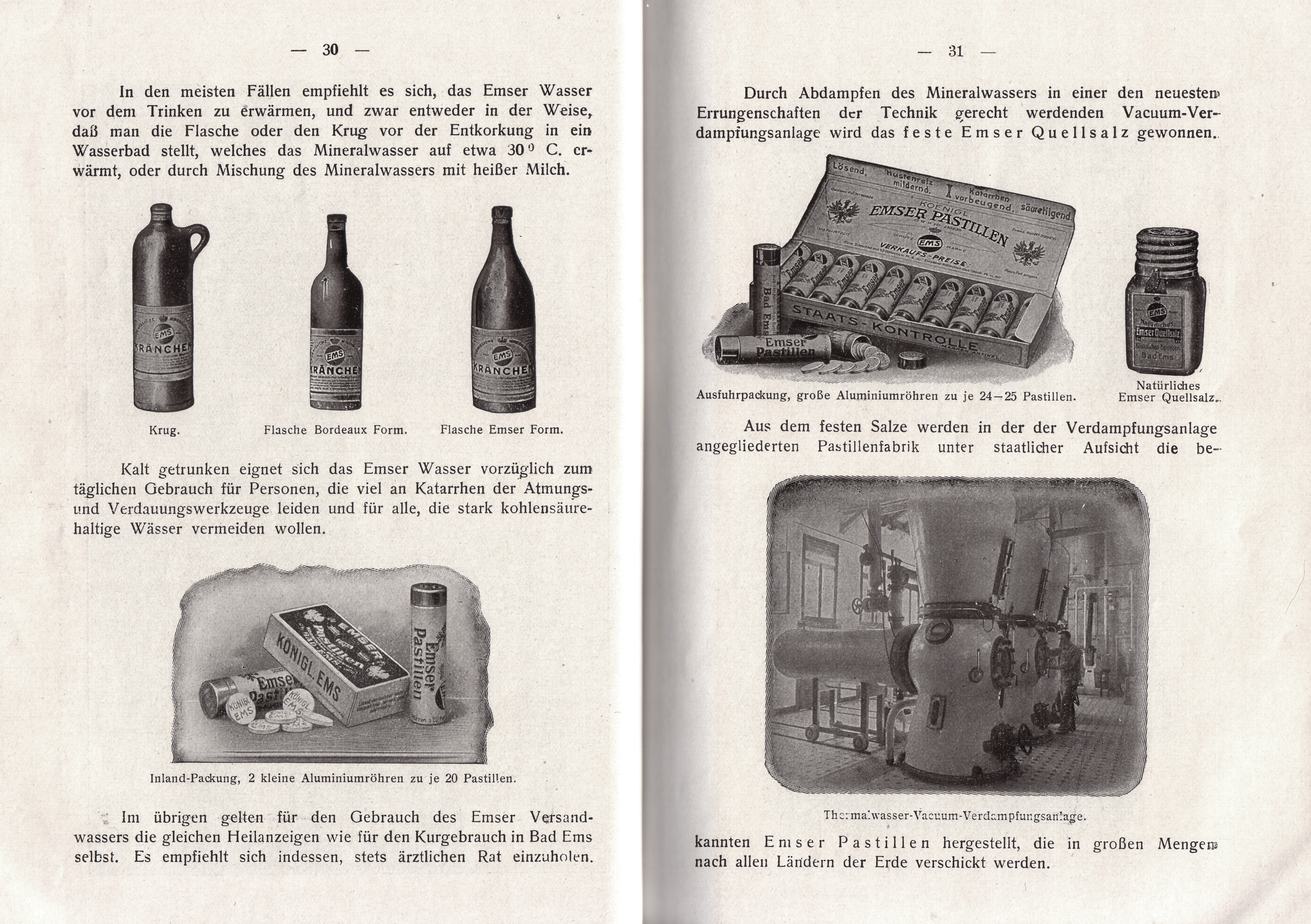
Abbildungen Emser Salz und Pastillen um ca. 1913.

## Wirkung und Wirksamkeit
Nach Angaben des Herstellers wirkt der Mineralsalzkomplex schleimlösend sowie entzündungshemmend und fördert die Wundheilung in den oberen Atemwegen. 
Hinweise auf eine gegenüber Kochsalz erhöhte Wirksamkeit bei Patienten mit chronischer Bronchitis liefern die Ergebnisse einer einzelnen einfachblinden randomisierten kontrollierten Studie, eine Erklärung der Wirkung konnte hingegen nicht gefunden werden.